# Pantoporia athenais
Pantoporia athenais är en fjärilsart som beskrevs av Felder 1863. Pantoporia athenais ingår i släktet Pantoporia och familjen praktfjärilar. Inga underarter finns listade i Catalogue of Life.